# Cultura di Bonnanaro

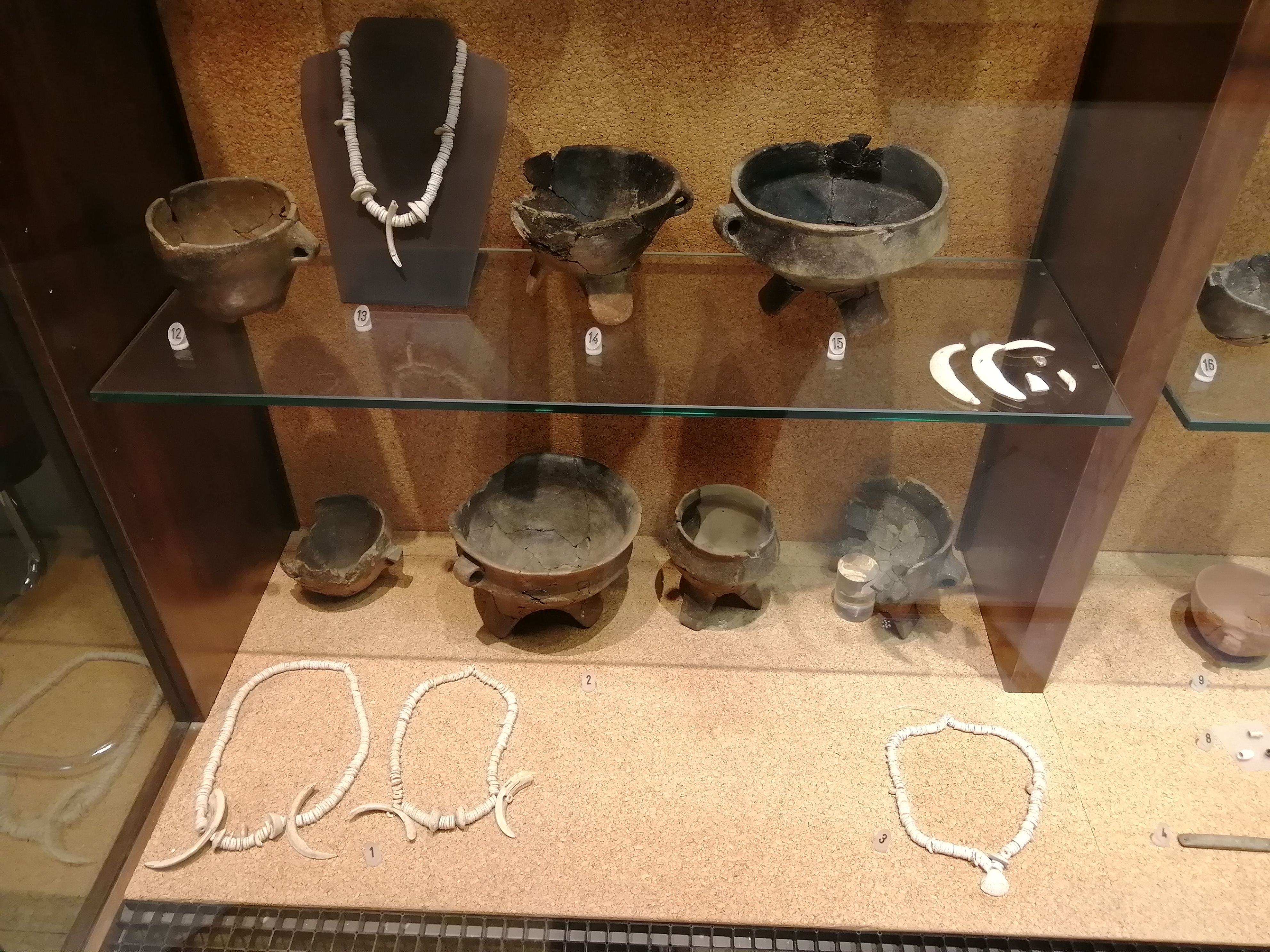
Manufatti tipici, necropoli di Is Calitas, Soleminis

La cultura di Bonnanaro è una cultura prenuragica che si sviluppò in Sardegna nella prima metà del II millennio a.C. (1800-1600 a.C. circa). Prende il nome dal paese di Bonnanaro, in provincia di Sassari, dove, sul finire del XIX secolo, sono stati fatti importanti ritrovamenti.

## Cronologia
La cultura di Bonnanaro viene suddivisa cronologicamente in due fasi principali:
|                             | Anni prima di cristo |
| --------------------------- | -------------------- |
| Bonnanaro A1 Corona Moltana | 1800-1650            |
| Bonnanaro A2 Sant'Iroxi     | 1650-1600            |

## Origine
È strettamente legata alla precedente cultura del vaso campaniforme; nel repertorio fittile la cultura di Bonnanaro mostra inoltre varie similitudini con la cultura di Polada diffusa all'epoca nell'Italia settentrionale.
Le genti che produssero questa cultura provenivano probabilmente dall'area centro-europea e poladiano-rodaniana. Si andarono ad innestare in un panorama etnico-culturale eterogeneo, che comprendeva le evoluzioni finali delle precedenti culture eneolitiche indigene di Abealzu-Filigosa e di Monte Claro, riuscendo ad imporsi come gruppo egemone, seppur minoritario. M.Perra (1997) teorizza una stagione di conflitti tra i nativi eneolitici e i gruppi di eritaggio campaniforme che avrebbero causato una generale involuzione, tipica di questa fase storica.
Esordisce con maggiore intensità nelle regioni nord-occidentali (Nurra) e sud-occidentali (Sulcis-Iglesiente) dell'isola.

## Insediamenti

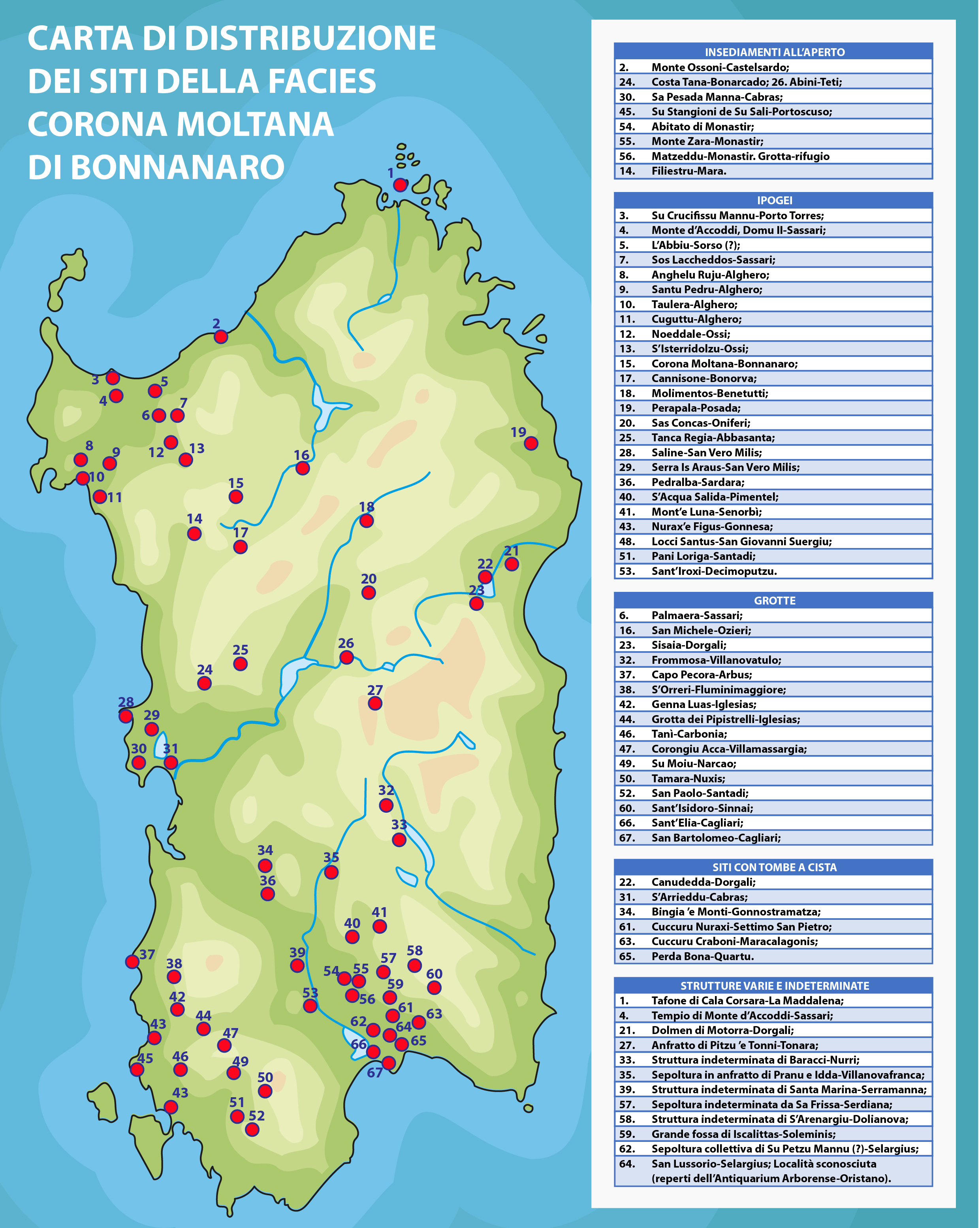
Siti della facies di Corona Moltana

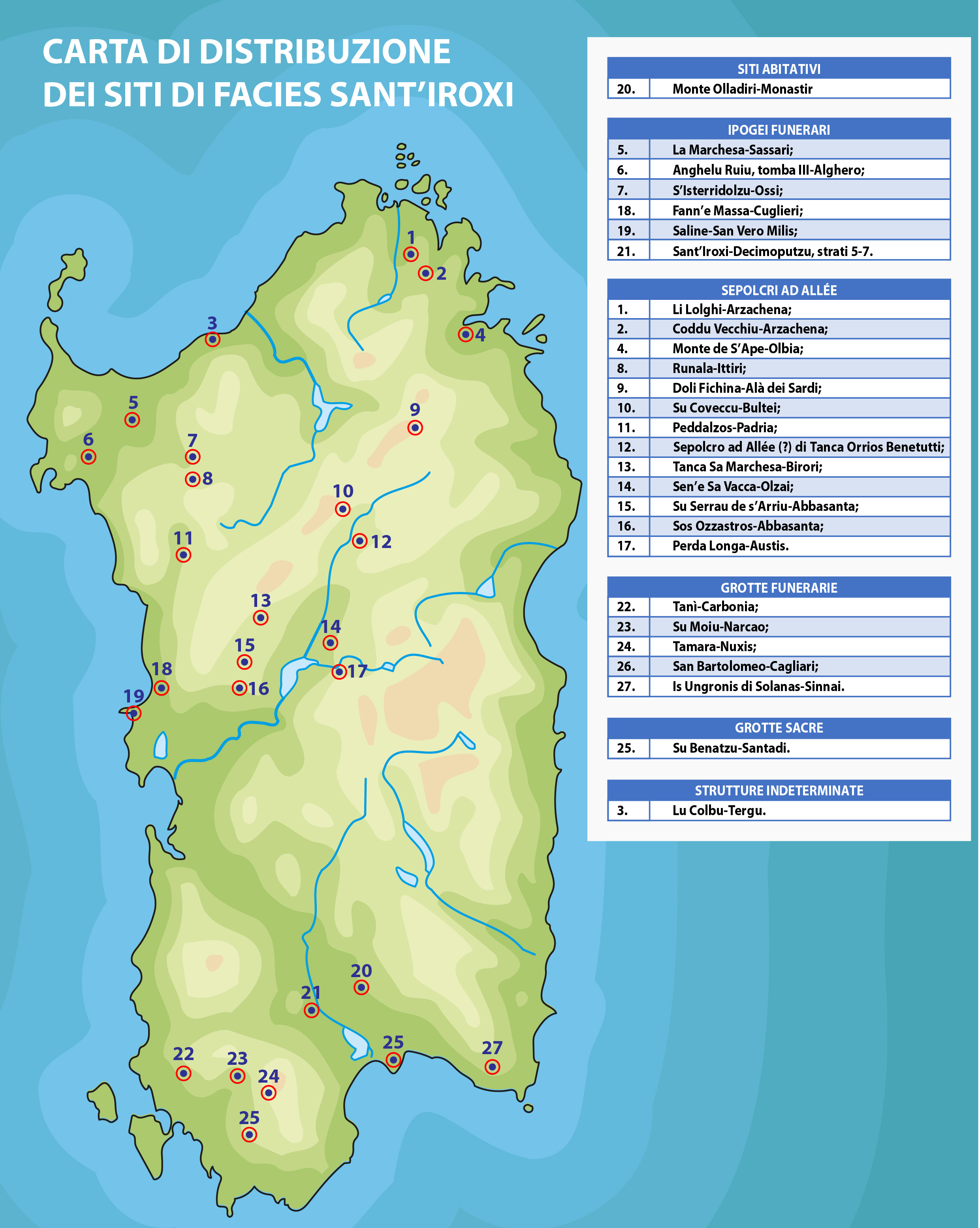
Siti della facies di Sant'Iroxi

Di questa cultura si conoscono solo pochi insediamenti abitativi: Su Campu Lontanu a Florinas, Sa Turricula a Muros, Costa Tana di Bonarcado e Abini a Teti. Le abitazioni avevano una base in muratura mentre la copertura era costituita da legname e frasche; nella struttura abitativa di Su Stangioni (Portoscuso) al centro era presente un focolare mentre il pavimento, che si estendeva in parte anche all'esterno, era costituito da acciottolato.
I dati a disposizione non consentono di stabilire con sicurezza se i primi protonuraghi o pseudonuraghi a corridoio risalgano a questo periodo o siano da attribuire alla successiva facies di Sub-Bonnanaro.

## Cultura materiale

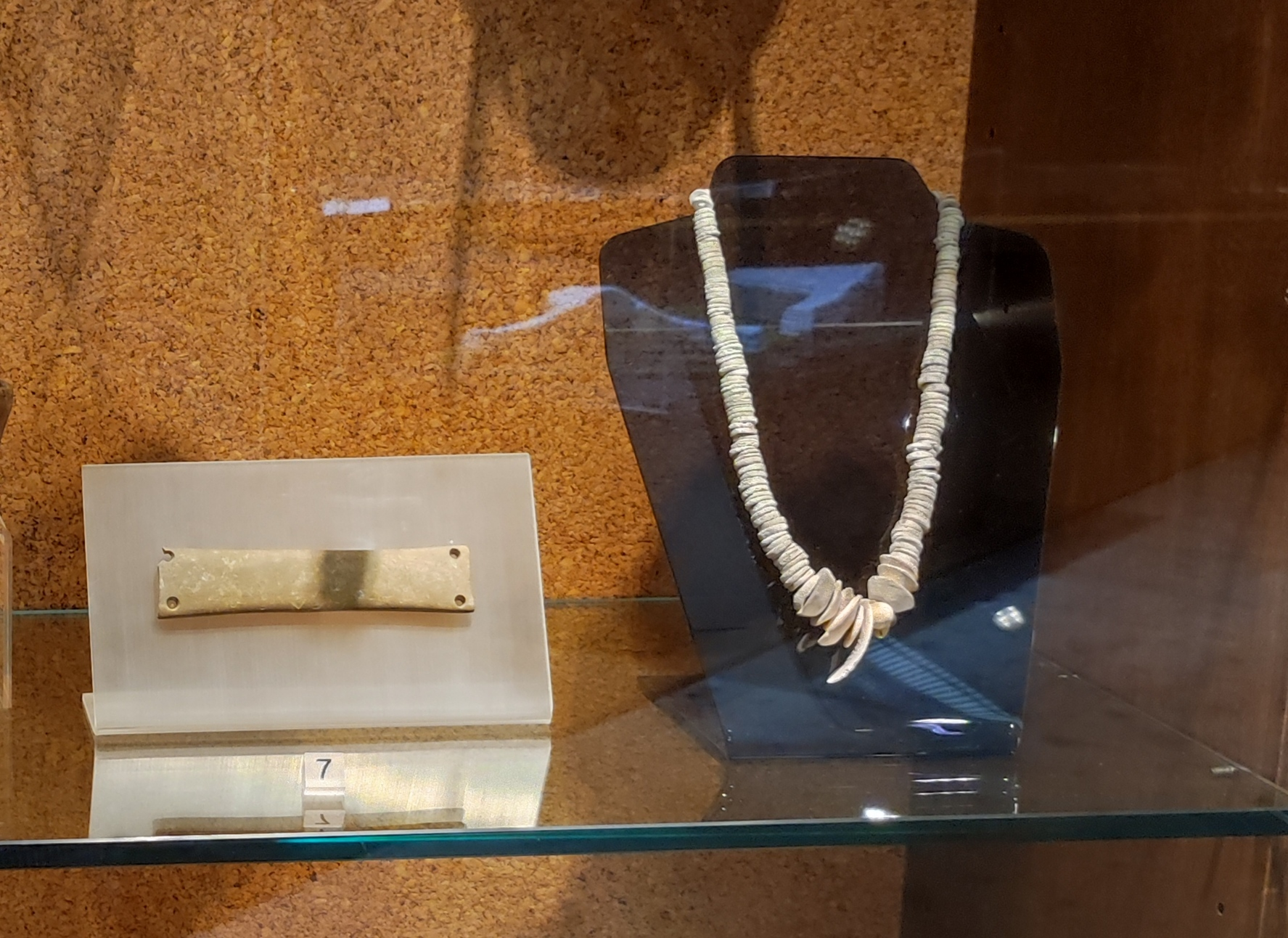
Brassard e collana da Cuccuru Nuraxi, Settimo San Pietro

Diminuiscono gli oggetti d'osso e di pietra e si privilegiano quelli in metallo (rame, bronzo, argento) che trovano riscontri nelle culture di Polada, Remedello, Rinaldone, El Argar, dell'Aude e del Gard e di Adlerberg e Straubing; continua l'uso del brassard, il guardapolsi da arciere tipico del periodo campaniforme. Nella fase A2 di Sant'Iroxi compaiono le prime spade in rame arsenicale.
Le ceramiche, che tradiscono influenze campaniformi, sono prevalentemente inornate, lisce e di gusto sobrio e lineare. Spesso sono dotate di anse "a gomito" o "asciformi", similmente a quelle della cultura di Polada.

## Culto e ideologia
Per l'archeologo Giovanni Lilliu l'avvento della cultura di Bonnanaro portò ad uno sconvolgimento dei dogmi religiosi che da millenni persistevano sull'isola. Si nota, secondo lo studioso, il progressivo passaggio da un modello di società pacifica dedita all'agricoltura ad una società di pastori-guerrieri. I Bonnanaro sono considerati dunque i precursori dei nuragici, soprattutto per la loro marcata attitudine alla guerra:

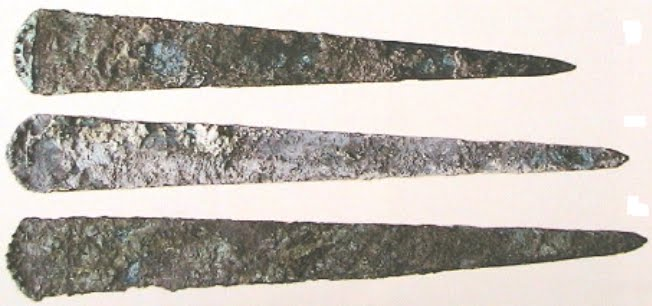
Decimoputzu Sant'Iroxi - spade in rame arsenicato della cultura di Bonnannaro

(Giovanni Lilliu, Lilliu, La civiltà nuragica. Carlo Delfino editore Pagg 25,26,27)
e ancora:
(Giovanni Lilliu, L'Umana avventura. p.7)

## Usi funerari

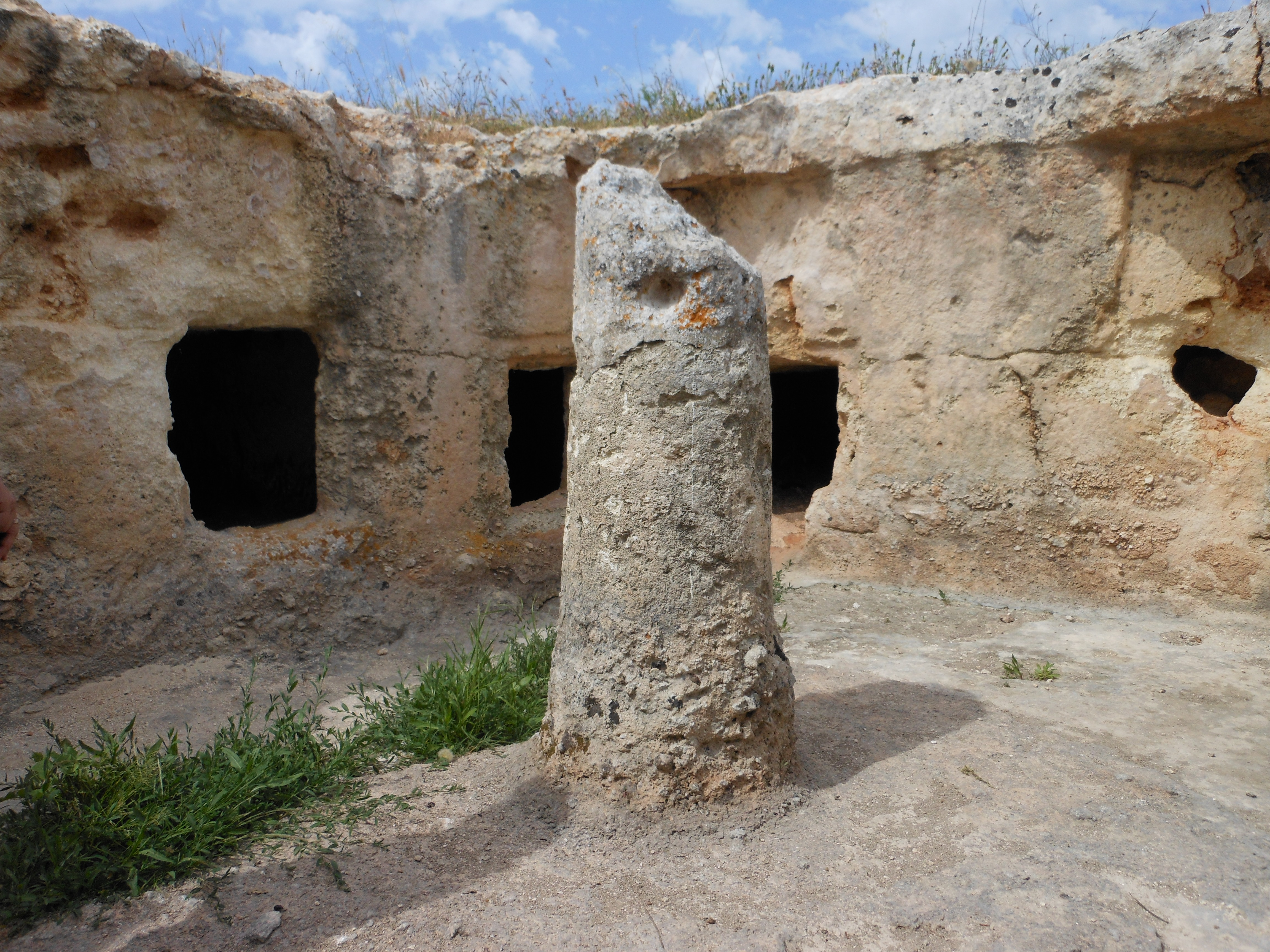
Necropoli di Su Crucifissu Mannu, Porto Torres

L'architettura sepolcrale trasforma le Allées couvertes in tombe dei giganti. Sono documentate anche inumazioni entro cista litica, in grotte naturali o domus de janas, riutilizzate oppure costruite ex-novo. Nel Sassarese e nel Goceano vengono edificate le cosiddette domus a prospetto architettonico.
In alcuni casi, come a Su Crucifissu Mannu, il defunto veniva ricoperto da un cumulo di rozze pietre.

## Antropologia fisica

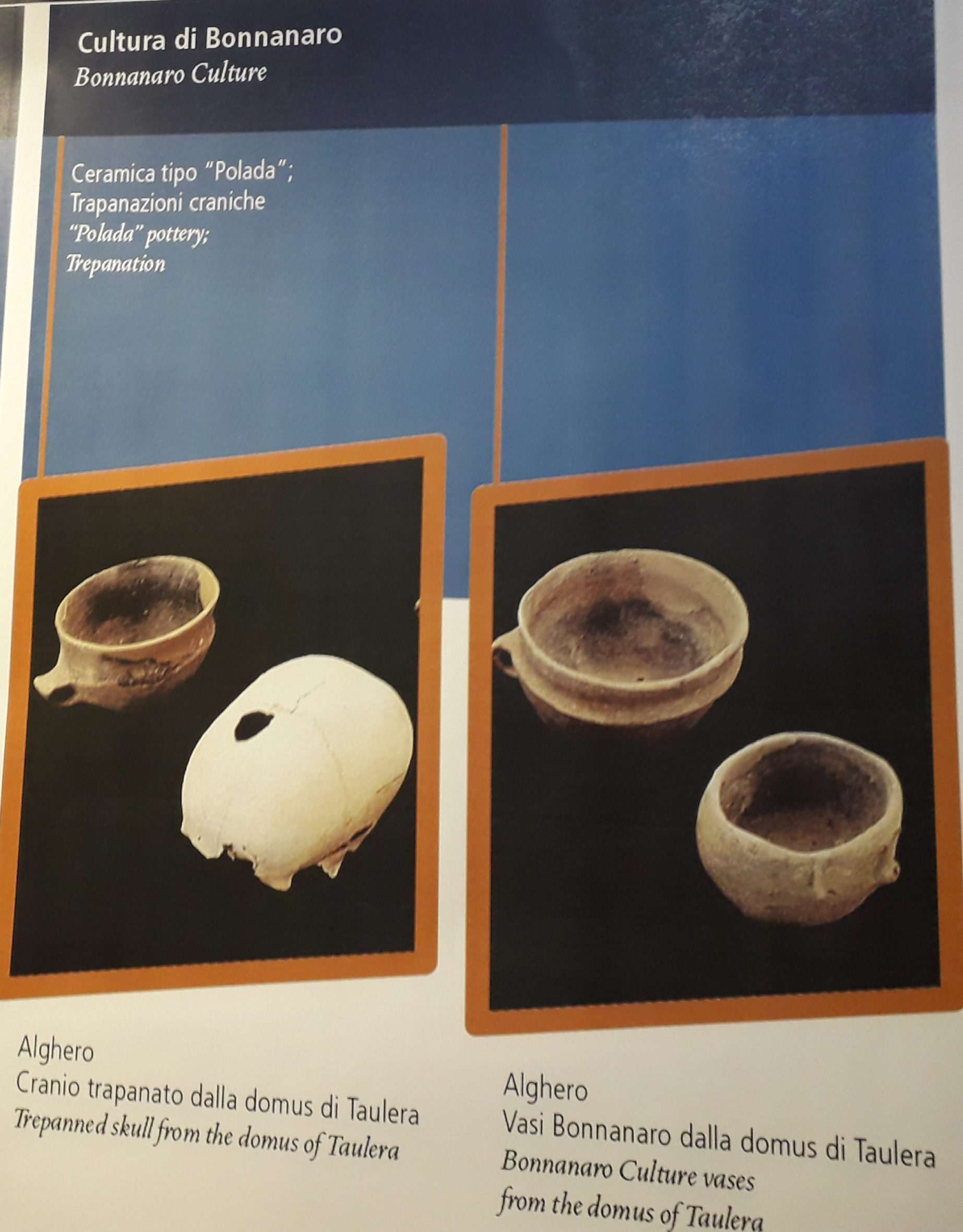
Pannello informativo sulla cultura di Bonnanaro. In basso a sinistra un esempio di cranio trapanato

I resti scheletrici del periodo ci attestano la prevalenza di dolicocefali (67%) rispetto ai brachicefali (33%), questi ultimi principalmente concentrati nella Sardegna nord-occidentale. L'altezza media, in base ai pochi campioni analizzati, era di 162 cm circa fra gli uomini e di 159 cm circa fra le donne. Si riscontrano carie, iperostosi, osteoporosi, anemie, artrosi, artriti e tumori. In campo chirurgico si hanno trapanazioni del cranio in vivo ripetute fino a tre volte o addirittura cinque, di cui quattro contemporanee, come nel caso di un cranio maschile della necropoli di Serra Maverru di Gonnesa.
Paragoni morfometrici condotti con il metodo dello "scarto sigmatico ridotto" da Franco Germanà (1984), hanno evidenziato le maggiori similitudini con gruppi umani Eneolitici (Monte Claro, Anghelu Ruju, Rinaldoniani, del Gaudo, campaniformi tedeschi, della civiltà di Seine-Oise-Marne e campioni portoghesi) e "liguri" dell'età del bronzo del Mediterraneo nord-occidentale (Poladiani del Midi francese e della Catalogna). 
Uno studio di G. D'Amore, S. Di Marco, G. Floris, E. Pacciani, E. Sanna del 2010, che ha analizzato le variazioni morfometriche craniofacciali in Sardegna dal tardo Neolitico al presente, ha rilevato una minore differenziazione morfologica delle popolazioni della cultura di Bonnanaro con i campioni della penisola italiana del periodo, rispetto alle popolazioni sarde precedenti e successive.

## Paleogenetica

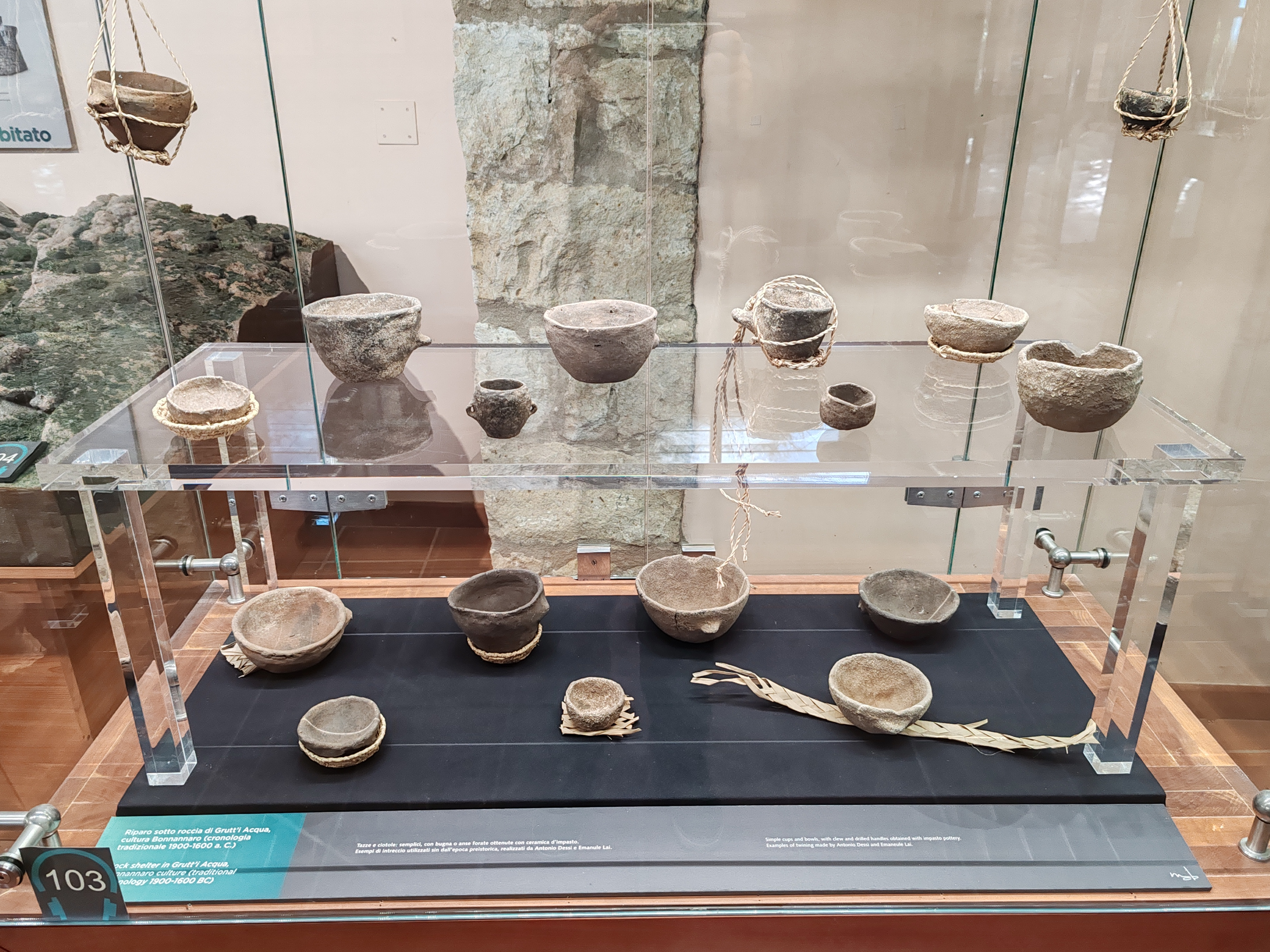
Ceramiche dal riparo sotto roccia di Grutt'i Acqua (1900-1600 a.C.), Sant'Antioco

Uno studio del 2022 di Manjusha Chintalapati (Università della California) et al., ha rilevato una moderata ascendenza steppica (seppur minoritaria rispetto all'ascendenza genetica ereditata dai cacciatori-raccoglitori occidentali e dai primi agricoltori europei) in alcuni invidui protosardi della prima età del bronzo, sepolti nelle necropoli della Sardegna nord-occidentale (tra cui Su Crucifissu Mannu) e centrale.
Di seguito le proporzioni delle componenti ancestrali di alcuni individui analizzati.
| Campione | Cacciatori-raccoglitori occidentali | Primi agricoltori europei | Pastori delle steppe occidentali |  |
| -------- | ----------------------------------- | ------------------------- | -------------------------------- |  |
| SUC001   | 16,2%                               | 80%                       | 3,8%                             |  |
| SUC005   | 20,9%                               | 77,8%                     | 1,3%                             |  |
| SUC007   | 21,5%                               | 68,1%                     | 10,4%                            |  |
| SUC009   | 17,8%                               | 79,4%                     | 2,8%                             |  |
| S1250    | 18,5%                               | 69,7%                     | 11,8%                            |  |
| S1252    | 17,9%                               | 78,3%                     | 3,8%                             |  |
| ISB001   | 13,6%                               | 78,1%                     | 8,2%                             |  |
| PJU002   | 24,7%                               | 74%                       | 1,3%                             |  |

(1) - Dati tratti da Manjusha Chintalapati, Nick Patterson, Priya Moorjani (2022).Table J: qpAdm analysis of Neolithic Bronze Age groups per individual

## Galleria d'immagini

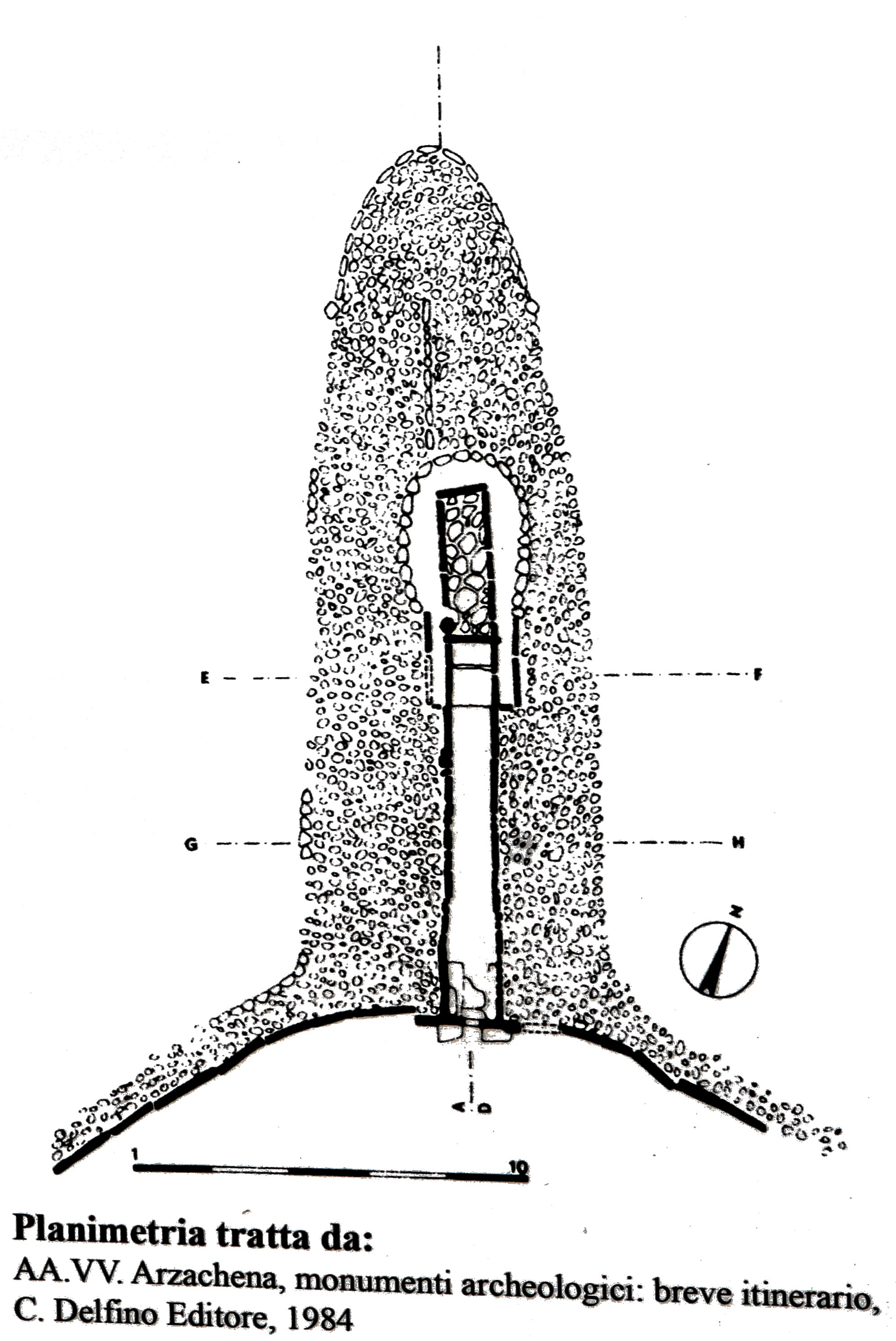
Pianta della tomba dei giganti di Li Lolghi, Arzachena